# Scheiffart von Merode

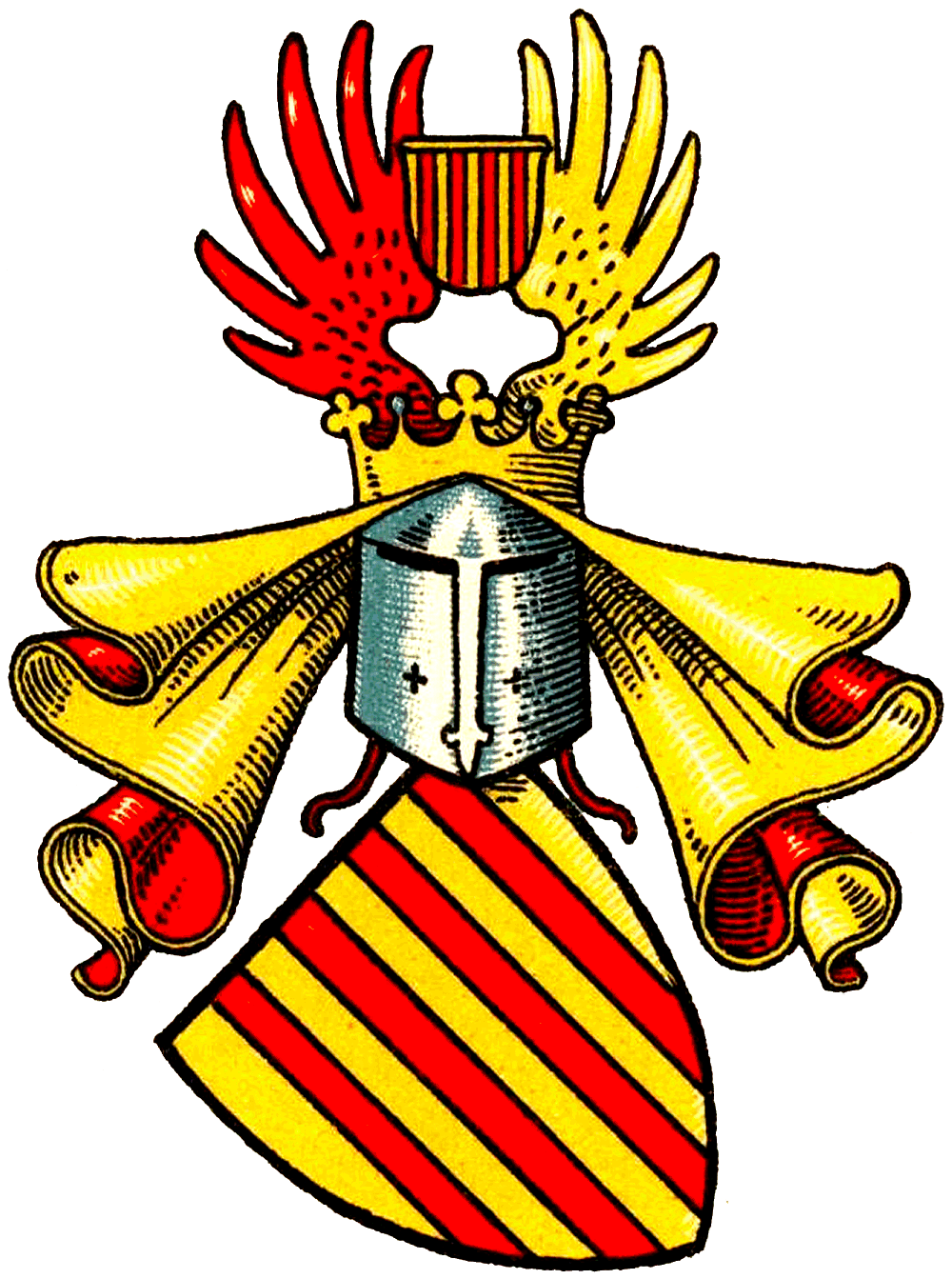
Stammwappen der Scheiffart von Merode

Die Scheiffart von Merode waren eine rheinländische Linie des Adelsgeschlechts Merode, die 1733 erlosch.

## Ursprünge
Die Söhne Werners IV. (VI) von Merode († 1278) begründeten zwei verschiedenen Zweige des Hauses Merode: Johann (Jan) von Merode († 1307) einen deutschen Zweige, genannt Scheiffart-Merode und Werner V. einen belgischen Zweig im Herzogtum Brabant bzw. Bistum Lüttich.
Ein „natürlicher“, d. h. unehelicher Sohn der Scheiffart von Merode begründete eine Linie, die am 4. Oktober 1675 den Reichsadelsstand und die Berechtigung zur Führung des Wappens der adeligen Verwandten verliehen bekam. Diese Linie führte als Helmzier einen wachsenden goldenen Drachen, der ein mit silbernem Kreuz belegtes rotes Fähnchen schultert.

## Besitzungen
Soweit bekannt besaß die Familie Scheiffahrt von Merode folgende Güter:
- Scheiffartsburg in Weilerswist (1396–1711)
- Burg Kühlseggen in Weilerswist (1398–15??)
- Burg Blessem in Erftstadt (1434–15??)
- Gymnicher Burg in Nörvenich (1366–1543)
- Burg Hemmersbach in Kerpen (1326–1620)
- Schloss Allner in Hennef (1557–16??)
- Burg Merten in Eitorf (1681–1780)
- Doktorsburg in Leverkusen[5]
- freiadeliges Gut Köttingen in Ruppichteroth (1644)
- freiadeliges Gut Bacherhof in Ruppichteroth (1644)
- freiadeliges Gut Hähnchen in Sankt Augustin (1626) Köttingen (Ruppichteroth)
- Hof Morken in Morken-Harff (?–1451)
- Herrlichkeit über Bornheim (1462)
- Herrlichkeit über Neurath in Grevenbroich (1594)
- Burg Hülchrath in Grevenbroich (1386–1390, 1411, 1437 als Amtmann)
- Burg Windeck in Windeck (1622–1625 als Amtmann)
- Burg in Brühl (1394–1429 als Amtmann)
- Schloss Liedberg in Korschenbroich (14??–15?? als Amtmann)

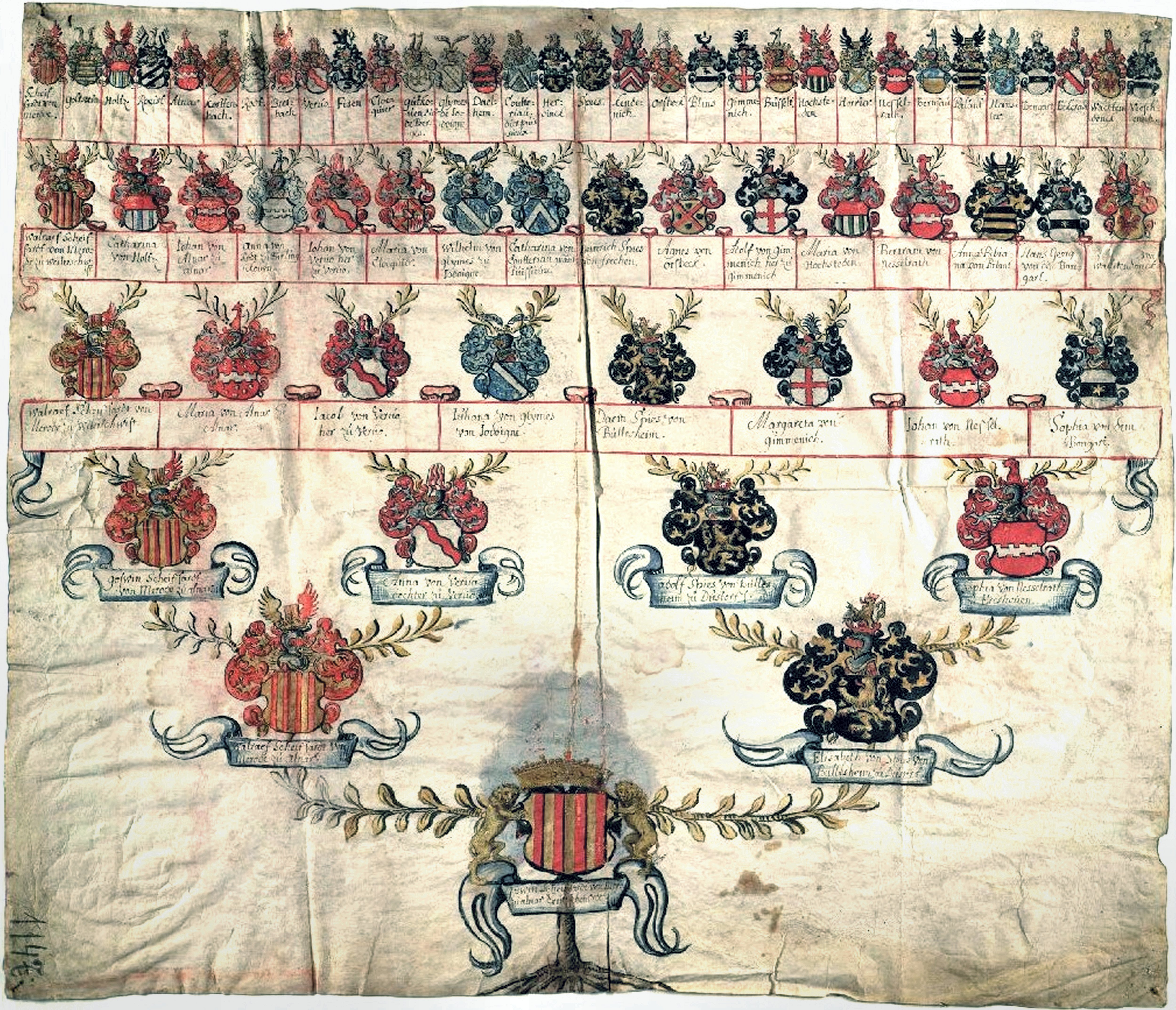
Ahnentafel des Goswin Scheiffart von Merode

## Namensträger
- Bertram Scheiffart von Merode zu Allner, 1645–1670 Amtsverwalter für Burg Blankenberg
- Conrad Scheiffart von Merode in Weilerswist, 1622 Kommendator des Johanniterkloster zu Velden in Düren
- Friedrich Scheiffart von Merode, 1421–1425 Amtmann im Amt Lechenich in Erftstadt
- Reinhard Scheiffart von Merode, 1578–1598 Landkomtur der Kammerballei Koblenz

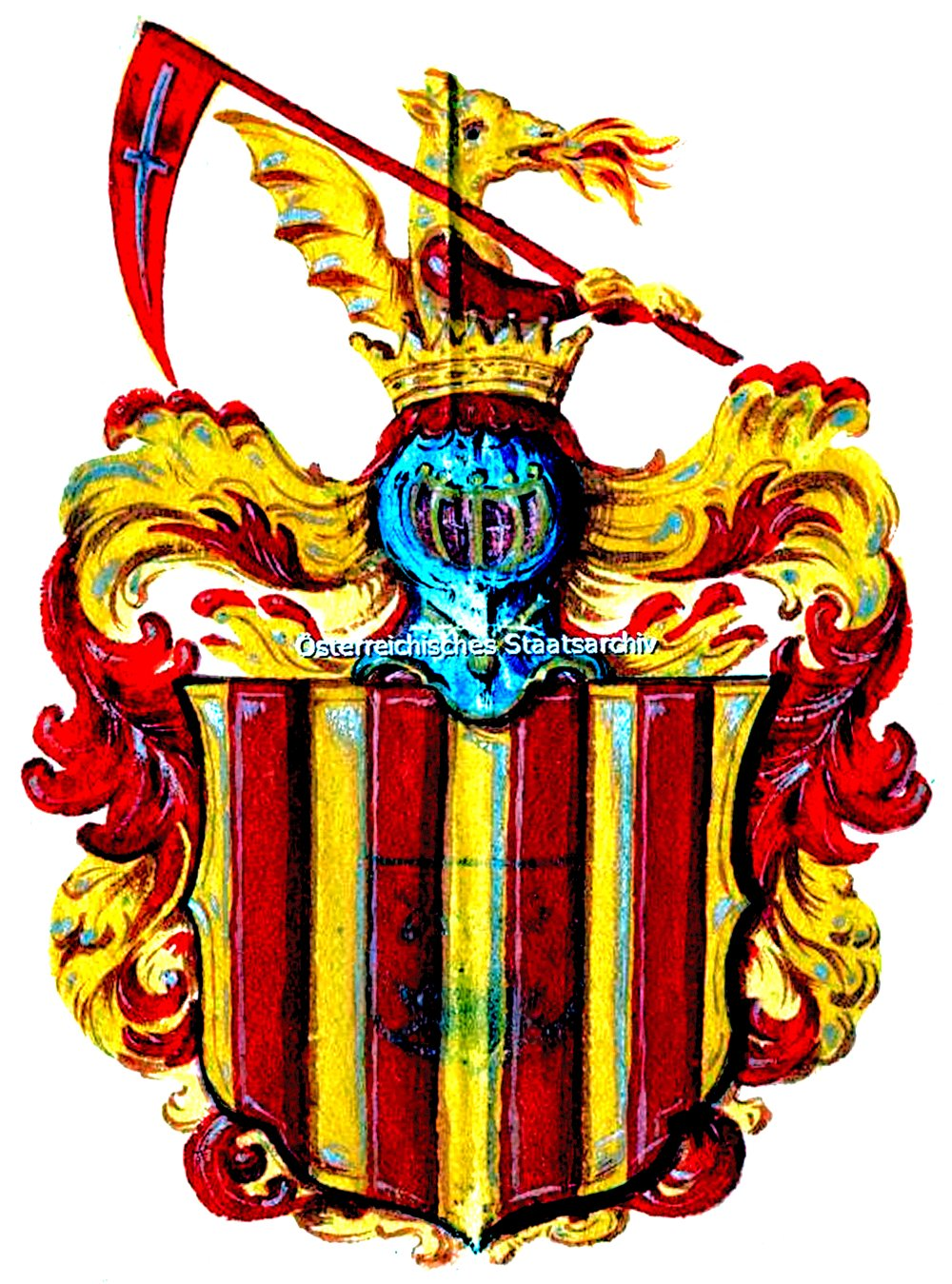
Wappen der Scheiffart von Merode von 1675

## Wappen
Blasonierung: 
- Das Wappen zeigt in Gold vier rote Pfähle. Auf dem Helm mit rot-goldenen Decken der Schild zwischen einem rechts roten, links goldenen offenen Flug.
- Die Linie von 1675 führt als Helmzier einen wachsenden goldenen Drachen, der ein mit silbernem Kreuz belegtes rotes Fähnchen schultert.